# Якутское хореографическое училище
ГБПОУ РС(Я) «Яку́тский хореографи́ческий колледж и́мени Аксе́нии и Ната́льи Посе́льских» — государственное бюджетное профессиональное образовательное учреждение среднего профессионального образования в городе Якутске Российской Федерации. Находится в ведении Министерства культуры и духовного развития Республики Саха (Якутия), готовит артистов балета.

## История
История профессионального хореографического образования в Республике Саха (Якутия) начинается в 1992 году, когда при Якутском музыкальном училище имени  М.  Жиркова открылось хореографическое отделение. Инициатором его создания стала известная якутская балерина и педагог Наталья Посельская. Вместе с другой известной балериной, Зинаидой Поповой, они стали первыми преподавателями классического танца в Якутии. Через год при отделении была открыта экспериментальная группа. Среди первых педагогов: И.В. Мясоедов, С.В. Афанасевич,А.А. Носова, Д.Г. Иванова.
На базе хореографического отделения 30 мая 1995 года Указом первого Президента Республики Саха (Якутия) М. Е. Николаева было образовано новое государственное образовательное учреждение «Республиканское хореографическое училище». В 2006 году оно переименовано в «Якутское хореографическое училище им. А. В. Посельской» в память о первой якутской балериные. 9 сентября 2011 года Указом № 900 Президента Республики Саха (Якутия) Е. А. Борисова «Якутское хореографическое училище имени А. В. Посельской» было переименовано в «Якутское хореографическое училище имени Аксении и Натальи Посельских».
По инициативе Натальи Посельской в училище ведётся методическая и издательская деятельность. С 2001 года выходит Культурно—просветительский журнал «Вестник», издаются методические пособия и научные труды. На базе училища в рамках Федеральной программы «Культура России 2001—2005 годов» проводились научно-практические конференции «Особенности физического развития учащихся хореографических училищ Крайнего Севера, Сибири и Дальнего Востока» (2003) и «Гений Петипа» (2005). Также, с 2009 года при училище работает Детская балетная студия, дающая дополнительное образование для детей, получающих начальное общее образование в общеобразовательных школах города.
В 2011 году училище было переименовано в ГБОУ СПО «Якутский хореографический колледж имени Аксении и Натальи Посельских».
В 2014 году училище было переименовано в ГБПОУ РС (Я) «Якутский хореографический колледж имени Аксении и Натальи Посельских».

## Художественные руководители
- 1995—2011 — Наталья Посельская
- с августа 2011 — Зинаида Попова

## Директора
- 1995—2011 — Наталья Семёновна Посельская
- 2011-2015 — Ирина Александровна Пак
- с июня 2015 года - Дмитриева Дария Ивановна

## Известные педагоги
- Посельская, Наталья Семёновна — Заслуженный работник культуры Российской Федерации и Республики Саха (Якутия), кандидат педагогических наук
- Дмитриева Дария Ивановна - Заслуженная артистка Республики Саха (Якутия)
- Попова Зинаида Николаевна — Заслуженная артистка Республики Саха (Якутия)
- Абрамова Оксана Ивановна — Заслуженная артистка Российской Федерации
- Дмитриев Дмитрий Николаевич — Народный артист Республики Саха (Якутия)
- Дулова Гульнара Васильевна — Народная артистка Республики Саха (Якутия)
- Ултургашев Анатолий Павлович — Заслуженный артист Российской Федерации

## Известные выпускники
- Мария Гоголева (2000) — Заслуженная артистка Республики Саха (Якутия)
- Анатолий Попов (2000) — Заслуженный артист Республики Саха (Якутия)
- Екатерина Тайшина (2000) — Заслуженная артистка Республики Саха (Якутия)
- Юлия Мярина (2003) — Дипломант Открытого конкурса артистов балета России «Арабеск» в Перми
- Сарыал Афанасьев (2010) — Лауреат Международного конкурса Юрия Григоровича «Молодой балет мира»